# HC Gepardi Jablonec nad Nisou
HC Gepardi Jablonec nad Nisou je český klub ledního hokeje, který sídlí v Jablonci nad Nisou v Libereckém kraji. Založen byl v roce 2023, nejistota v dění klubu HC Vlci Jablonec nad Nisou, který prodal druholigovou licenci těsně před posledním dnem k zápisu klubů do soutěže. Nadšenci v hokeji Tomáš Plíhal, Petr Salaba a Michal Kapička se rozhodli založit vlastní klub a odejít z organizace Vlci Jablonec nad Nisou. Gepardi Jablonec nad Nisou dostali podporu od města a sportů v Jablonci, mládežnická družstva zůstaly Vlkům z Jablonce.

## Přehled ligové účasti
Stručný přehled
- 2023- : Liberecká krajská liga (4. ligová úroveň v České republice)

Jednotlivé ročníky
| Česko (2023–) |                        |           |          |                                       |          |
| Sezóny        | Soutěž                 | Úroveň    | ZČ       | Play-off, nadstavba, sk. o udržení... | Poznámky |
| 2023/2024     | Liberecká krajská liga | 4. úroveň | 5. místo | Čtvrtfinále                           |          |
| 2024/2025     | Liberecká krajská liga | 4. úroveň | 2. místo | Finále                                |          |

Legenda: ZČ - základní část, červené podbarvení - sestup, zelené podbarvení - postup, fialové podbarvení - reorganizace, změna skupiny či soutěže